# Municipio de Six Mile (condado de Logan)
El municipio de Six Mile (en inglés: Six Mile Township) es un municipio ubicado en el condado de Logan en el estado estadounidense de Arkansas. En el año 2010 tenía una población de 1042 habitantes y una densidad poblacional de 16,04 personas por km².

## Geografía
El municipio de Six Mile se encuentra ubicado en las coordenadas 35°17′26″N 93°51′49″O / 35.29056, -93.86361. Según la Oficina del Censo de los Estados Unidos, el municipio tiene una superficie total de 64.98 km², de la cual 64,26 km² corresponden a tierra firme y (1,11 %) 0,72 km² es agua.

## Demografía
Según el censo de 2010, había 1042 personas residiendo en el municipio de Six Mile. La densidad de población era de 16,04 hab./km². De los 1042 habitantes, el municipio de Six Mile estaba compuesto por el 94,53 % blancos, el 0,38 % eran afroamericanos, el 1,06 % eran amerindios, el 2,21 % eran asiáticos, el 0,77 % eran de otras razas y el 1,06 % eran de una mezcla de razas. Del total de la población el 2,21 % eran hispanos o latinos de cualquier raza.